# Ormosia albitibia
Ormosia albitibia là một loài ruồi trong họ Limoniidae. Chúng phân bố ở miền Cổ bắc.